# Malouetia calva
Malouetia calva är en oleanderväxtart som beskrevs av F. Markgraf. Malouetia calva ingår i släktet Malouetia och familjen oleanderväxter. Inga underarter finns listade i Catalogue of Life.